# 캐치 미 이프 유 캔 (뮤지컬)
캐치 미 이프 유 캔(Catch Me If You Can)은 테런스 맥낼리의 대본과 마크 샤이먼 및 스콧 위트먼의 연극 악보로 구성된 뮤지컬 드라마이다. 프랭크 애버그네일이라는 사기꾼의 이야기를 따라간다. 줄거리의 대부분은 2002년 동명의 영화 캐치 미 이프 유 캔에서 차용되었으며, 이 영화는 애버그네일과 스탠 레딩이 쓴 1980년 동명의 자서전을 기반으로 했다.
2009년 시애틀에서 뮤지컬 공연을 시도한 후 캐치 미 이프 유 캔은 2011년 4월 브로드웨이의 닐 사이먼 극장에서 개장했다. 이 작품은 최우수 뮤지컬 부문을 포함해 4개의 토니상 후보에 올랐고, 노베르트 레오 버츠(Norbert Leo Butz)는 뮤지컬 부문 남우주연상을 수상했다.